# Halálosztag (film, 2017)
A Halálosztag (eredeti cím: Dead Trigger) 2017-ben bemutatott amerikai akció-horrorfilm, melynek rendezője Mike Cuff és Scott Windhauser, forgatókönyvírója Heinz Treschnitzer, Mike Cuff és Scott Windhauser, főszerepben Dolph Lundgren.
Korlátozott kiadásban és Video on Demand platformon keresztül adta ki a Saban Films 2019. május 3-án.

## Cselekmény
Amikor egy titokzatos vírus milliárdokat öl meg és vérszomjas zombikká változtatta az embereket, a kormány videojátékot fejleszt ki a legtehetségesebb játékosok számára, hogy leküzdjék a valóságos hordát. Kyle Walker kapitány vezetésével az elitcsapatnak meg kell küzdnie az élőhalottakkal egy olyan tudóscsoport felkutatásáért, amely kifejlesztette az elterjedt vírus gyógymódját.

## Szereplők
| Szerep                   | Színész           | Magyar hang    |
| ------------------------ | ----------------- | -------------- |
| Kyle Walker kapitány     | Dolph Lundgren    | Jakab Csaba    |
| Tara Conlan              | Autumn Reeser     | Bálint Adrienn |
| Gerald "G-Dog" Jefferson | Romeo Miller      | Hám Bertalan   |
| Rockstock                | Isaiah Washington | Potocsny Andor |
| Daniel Chen              | Justin Chon       | Berkes Bence   |
| Chris Northon            | Chris Galya       | Czető Roland   |
| Conlan tábornok          | Joel Gretsch      | Rosta Sándor   |
| Martinov hadnagy         | Oleg Taktarov     | Koncz István   |

## Megjelenés
A Halálosztag először a 2017-es Moszkvai Nemzetközi Filmfesztiválon került bemutatásra. A filmet Video on Demand útján adták ki 2019. május 3-án.

## Fordítás
- Ez a szócikk részben vagy egészben  a   Dead Trigger (film) című angol Wikipédia-szócikk fordításán alapul.  Az eredeti cikk szerkesztőit annak laptörténete sorolja fel. Ez a jelzés csupán a megfogalmazás eredetét és a szerzői jogokat jelzi, nem szolgál a cikkben szereplő információk forrásmegjelöléseként.